# Усадьба купцов Дёминых
Усадьба купцов Дёминых — особняк в стиле неоклассицизма, построенный в 1895 году по проекту архитектора Виктора Веригина для купца первой гильдии Ивана Никифоровича Дёмина. Особняк находится в Москве по адресу улица Казакова, дом 23, строение 1. С 2010 года особняку присвоен статус объекта культурного наследия.

## История усадьбы
Решение построить дом на Гороховой улице (ныне — улица Казакова) пришло к Ивану Дёмину, уже тогда потомственному почетному гражданину, в связи с открытием бумагопрядильного производства на Салтыковской улице близ Яузы. Первым официальным владельцем дома была его вторая жена, Мария Терентьевна Дёмина, родная сестра российского мецената и коллекционера Козьмы Терентьевича Солдатенкова. Близость Марии Терентьевны к искусству во многом определила особенности внутреннего убранства усадьбы.
После смерти И. Н. Дёмина в доме проживал его сын Сергей Иванович. После смерти отца Сергей Иванович прожил в усадьбе недолго. По данным городской управы, 22 января 1910 года дом отошёл Анне Ивановне Бокельман, германской подданной, супруге Кристиана Карла Генриха Бокельмана, известного в России как Андрей Андреевич Бокельман, богатого банкира, председателя правления «И. В. Юнкер и К.», после начала войны с Германской империей сосланного в Сибирь, а после ставшего германским агентом, причастным к революции 1917 года. О реальной причине перехода особняка от одного владельца к другому ведутся ожесточенные споры, так как по данным управы Бокельманы стали владельцами дома с 1910 года, а купчая датирована 1912 годом. При новом владельце усадьба была перестроена: фасадную часть декорировали рустом, выделив центральную ось здания пилястровым портиком с оригинальными капителями, выполненными в стиле коринфского ордера, второй этаж обзавелся балконом. При этом интерьеры дома фактически не поменялись.
В 1917 году усадьба была национализирована, в ней долгое время располагались различные государственные учреждения. Одно время в особняке располагался штаб Космических войск СССР.

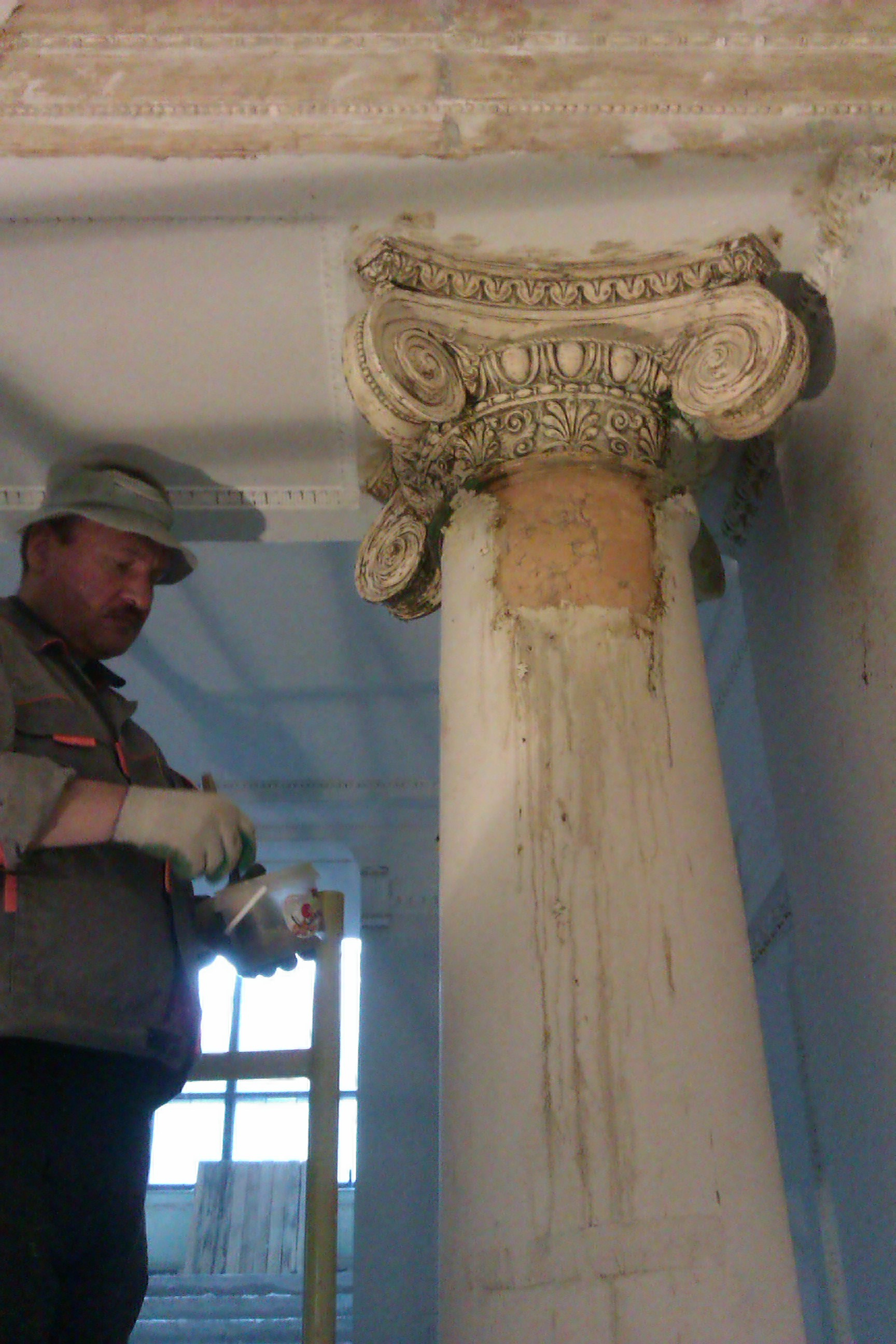
Реставрация колонны в усадьбе Деминых, 2015 год.

В 2010 году начался реставрационный процесс. За основу был взят внешний вид усадьбы при ее последних частных владельцах — семье Бокельманов. В 2016 году здание было отреставрировано. В том же году проект реставрации стал победителем конкурса Правительства Москвы «Московская реставрация 2016» в номинации «лучший проект реставрации».

## Современное состояние
Усадьба купцов Дёминых, несмотря на то, что находится в частной собственности, стоит особняком среди объектов культурного наследия, так как не является ни бизнес-проектом (как Дом Наркомфина), ни офисом в чистом виде, ни площадкой для проведения мероприятий в области культуры и искусства.
В особняке регулярно проходят закрытые вернисажи. Первой экспозицией в декабре 2016 года в усадьбе Деминых стал вернисаж Татьяны Назаренко. Спустя полгода, в июне 2017 года — выставка Егора Кошелева, а в октябре в том же году — Льва Табенкина. В 2018 году свои работы в усадьбе представили Иван Лубенников и Василий Шульженко. В 2019 году усадьба стала местом для экспозиции Валерия Миронова.
Дом включается в путеводители по Москве и является частью целого ряда туристических маршрутов, однако для посещения он закрыт.